# Canton de Saintes-Est
Le canton de Saintes-Est est une ancienne division administrative française située dans le département de la Charente-Maritime et la région Poitou-Charentes.

## Géographie
Ce canton, situé à l'est de l'arrondissement de Saintes, était composé de six communes toutes localisées à l'est de la ville de Saintes. Il comprenait également la partie orientale de la commune de Saintes, sise sur les deux rives du fleuve Charente.

### Les données générales
Le canton de Saintes-Est comprenait six communes péri-urbaines dont deux seulement jouxtaient directement le finage communal de Saintes qui, de part et d'autre du fleuve Charente :
- Chaniers,
- Les Gonds.

Dans la partie septentrionale de ce canton, seule la commune de La Chapelle-des-Pots n'a pas de bordure administrative avec Saintes.
Il en est de même des communes de Colombiers, Courcoury et La Jard qui sont toutes les trois situées sur - et au-delà - de la rive gauche du fleuve Charente.
Le canton de Saintes-Est comprend également la partie est de la ville de Saintes dont la population représente juste un peu moins de la moitié de celle du canton.
Chaniers est, après Saintes, la commune la plus peuplée des trois cantons de Saintes et elle fait partie des communes les plus densément peuplées des trois cantons saintais.
La superficie cumulée des six communes péri-urbaines du canton de Saintes-Est est de 78,04 km2.
Pris dans son ensemble, les trois cantons saintais et la ville de Saintes totalisent une surface totale de 290,24 km2 - dont 45,55 km2 pour Saintes.
C'est le seul canton de l'arrondissement de Saintes à être séparé par le fleuve.

### Le cadre géographique
L'altitude de ce canton varie de 2 m (Chaniers) à 88 m (La Chapelle-des-Pots) pour une altitude moyenne de 18 m.
Bordé de part et d'autre par le fleuve Charente, il est dans sa rive droite situé dans la partie géographique et physique qui correspond au plateau calcaire du jurassique des Borderies bien que ce dernier n'a rien à voir avec le cru de cognac des Borderies, situé plus à l'est, au contact de la ville même de Cognac. Sur la rive gauche du fleuve Charente, il est en terrain crétacé. Son paysage change radicalement de forme, il correspond à celui d'une plaine alluviale où viennent se mêler les eaux de la Seugne qui rejoignent le fleuve en plusieurs endroits, c'est le site du delta des Seugnes, riche réserve écologique souvent inondée lors des crues hivernales.

## Histoire
Le canton de Saintes-Est est issu d'un redécoupage de la carte administrative de 1985 et provient des anciens cantons de Saintes-Nord et de Saintes-Sud, créés en 1801 lors du Consulat, à l'issue de la refonte administrative voulue par Napoléon-Bonaparte. Les anciens cantons de Saintes-Nord et de Saintes-Sud sont d'anciens cantons qui étaient demeurés inchangés depuis leur création en 1801 et dont le fleuve Charente servait de délimitation administrative.
Ces cantons de Saintes-Nord et de Saintes-Sud sont issus d'une division de l'ancien canton de Saintes qui avait été formé lors de la création du département de la Charente-Inférieure en 1790. Cet ancêtre des cantons saintais comptait alors les 19 communes réparties dans les trois anciens cantons de Saintes-Est, Saintes-Nord et Saintes-Sud, ainsi que la ville de Saintes.
Malgré son poids démographique et économique, la commune de Chaniers n'a jamais été choisie pour exercer la fonction de chef-lieu de canton.

## Représentation
| Période | Période | Identité        | Étiquette | Qualité                                                                         |
| ------- | ------- | --------------- | --------- | ------------------------------------------------------------------------------- |
| 1985    | 2008    | Xavier de Roux  | UDF-RAD   | Avocat d'affaires Député (1993-1997 et 2002-2007) Maire de Chaniers (1983-2014) |
| 2008    | 2015    | Jean-Yves Quéré | PS        | Viticulteur à Chaniers                                                          |

## Composition
Le canton de Saintes-Est se composait d’une fraction de la commune de Saintes et de six autres communes. Il comptait 14 476 habitants (population municipale) au 1er janvier 2012.
| Nom                  | Code Insee | Intercommunalité                     | Population (dernière pop. légale)              |
| -------------------- | ---------- | ------------------------------------ | ---------------------------------------------- |
| Saintes (chef-lieu)  | 17415      | CA Saintes - Grandes Rives - L'Agglo | Fraction : 7 030(2012) Commune : 25 149 (2014) |
| Chaniers             | 17086      | CA Saintes - Grandes Rives - L'Agglo | 3 543 (2014)                                   |
| La Chapelle-des-Pots | 17089      | CA Saintes - Grandes Rives - L'Agglo | 985 (2014)                                     |
| Colombiers           | 17115      | CA Saintes - Grandes Rives - L'Agglo | 320 (2014)                                     |
| Courcoury            | 17128      | CA Saintes - Grandes Rives - L'Agglo | 694 (2014)                                     |
| Les Gonds            | 17179      | CA Saintes - Grandes Rives - L'Agglo | 1 641 (2014)                                   |
| La Jard              | 17191      | CA Saintes - Grandes Rives - L'Agglo | 392 (2014)                                     |

## Démographie
* L'évolution démographique du canton de Saintes-Est :
L'évolution démographique du canton de Saintes-Est depuis 1982 a été plutôt irrégulière. Si une légère baisse de population entre 1982 et 1990 y est enregistrée, l'essor démographique a repris de manière continue depuis 1990 et s'est même fortement accéléré entre 1999 et 2006, étant même supérieur à la croissance départementale (+ 8.2 % contre + 7,5 %).
| 1990   | 1999   | 2006   | 2011   | 2012   |
| ------ | ------ | ------ | ------ | ------ |
| 12 701 | 12 962 | 14 019 | 14 416 | 14 476 |

Hors fraction communale de Saintes-Est, la densité de population des six communes péri-urbaines de ce canton a presque doublé puisqu'elle est passée de 55 hab/km2 en 1946 à 91 hab/km2 en 2006. Dans l'arrondissement de Saintes, il occupe le second rang pour sa densité de population après le canton de Saintes-Nord.
Dans le canton de Saintes-Est, deux communes, Chaniers et Les Gonds, ont une densité de population supérieure à 100 hab/km2 en 2006, respectivement 124 hab/km2 127 hab/km2.
Les trois cantons saintais et la ville de Saintes totalisent ensemble une surface totale de 290,24 km2 - dont 45,55 km2 pour Saintes -, ce qui donne une densité de population de 163 hab/km2 en 2006, presque deux fois supérieure à celle du département de la Charente-Maritime qui est de 87 hab/km2 à cette même date, mais aussi deux fois supérieure à celle de l'arrondissement de Saintes.
- Tableau de l'évolution démographique de l'ensemble des trois cantons de Saintes :

Le tableau ci-dessous concerne l'évolution de la population de 1962 à 2006 des 20 communes qui composent les trois cantons de Saintes - y compris la ville de Saintes.
| 1962   | 1968   | 1975   | 1982   | 1990   | 1999   | 2009   |
| ------ | ------ | ------ | ------ | ------ | ------ | ------ |
| 36 359 | 37 616 | 39 395 | 40 987 | 43 107 | 43 857 | 47 338 |